# Rio de Gregori
Rio de Gregori (* 22. September 1919 in Zürich; † 22. Mai 1987 in München) war ein Schweizer Jazzmusiker (Piano, Gesang).

## Leben und Wirken
De Gregori erhielt seit dem siebten Lebensjahr klassischen Klavierunterricht. Mit vierzehn Jahren fing er an, Platten von Duke Ellington und anderen Jazzmusikern zu kaufen. Obwohl seine Eltern aus ihm einen klassischen Pianisten machen wollten, begann er, professionell als Jazzmusiker aufzutreten. Zuerst spielte er mit Willie Mac Allen (1939–40), dann mit James Boucher (1940–41), The Lanigiros, Jo Grandjean (1942) und anschliessend bis September 1944 bei René Weiss. Dann wurde er von Fred Böhler engagiert, in dessen Bigband er bis 1945 blieb. Im gleichen Jahr gründete er ein eigenes Tanzorchester, in dem einige der besten Schweizer Jazzer – zumeist aus der Westschweiz – wie etwa Stuff Combe, Bob Jaquillard, Jean Pierre Dupuis, Luc Hoffmann, Raoul Schmassmann und ab 1952 auch Kurt Weil arbeiteten; auch konnte er den Amerikaner Glyn Paque als Gastsolisten gewinnen. Nach der Aufgabe seiner international auftretenden Bigband arbeitete er im Trio oder als Solist weiter; er führte eine Bar in Ascona, bevor er nach München umzog, wo er als Rio Gregory einen Nachtclub eröffnete. In dieser Bar Ascona regte er Suzanne Doucet, für die er auch komponierte, zum Chansonsingen an.
Wegen seines kultivierten Anschlags und seines harmonischen Gespürs genoss De Gregori einen ausgezeichneten Ruf und wurde auch anstelle der regulären Pianisten zu Schallplattenaufnahmen verpflichtet. Als Arrangeur beauftragten ihn Fred Böhler und andere Orchesterleiter.

## Diskographische Hinweise
- Peckin’ (2xLP: EMI-Columbia C-152-33894).
- René Weiss: Boogie Woogie (CDx4: Elite 9544002-1)
- Lanigiro: St. Louis Blues (LP: Harlekin HQ 2011 und HQ 2961)
- Philippe Brun: Blue Party (Harlekin HQ 2011).

Arrangements
- Fred Böhler: Gregori Stomp (CDx4: Elite 95440021-1 / CH-records 10-4193)

## Lexigraphische Hinweise
- Bruno Spoerri (Hrsg.):  Biografisches Lexikon des Schweizer Jazz CD-Beilage zu: Spoerri, Bruno (Hrsg.): Jazz in der Schweiz. Geschichte und Geschichten. Chronos-Verlag, Zürich 2005, ISBN 3-0340-0739-6
- New Grove Dictionary of Jazz (Macmillan, 2002)